# Costume national
Costume national è una casa di moda italiana fondata nel 1986 da Ennio Capasa, direttore creativo, e suo fratello Carlo. La sede legale e amministrativa è a Milano.
Dal 2016 l'azienda è di proprietà del fondo nippo-cinese Sequedge, che già dal 2009 era proprietario di una quota azionaria pari al 33%.

## La storia
Ennio Capasa si forma all'Accademia delle Belle Arti di Brera, Milano. Completati gli studi si trasferisce a Tokyo dove per due anni collabora con Yohji Yamamoto. Tornato in Italia, nel 1986 fonda con suo fratello Carlo CoSTUME NATIONAL e, nello stesso anno, presenta la sua prima collezione donna a Milano.
Nel 1991 Ennio Capasa decide di presentare CoSTUME NATIONAL a Parigi, nel 1993 Capasa lancia CoSTUME NATIONAL HOMME. Tra il 1995 e il 1998 la Maison inaugura le boutique di Milano, New York, Roma, Los Angeles e Parigi.
Nel 2010 CoSTUME NATIONAL annuncia l'ingresso del gruppo giappo-cinese SEQUEDGE come azionista minoritario, con una partnership strategica di lungo-termine.
Nel 2013 dopo 22 anni CoSTUME NATIONAL torna a sfilare in Italia e presenta a settembre la collezione Primavera/Estate 2014

## Produzione e Distribuzione
Le collezioni CoSTUME NATIONAL e CoSTUME NATIONAL HOMME sono prodotte da CN Distribution, azienda di proprietà della Maison con sede a Thiene. A Fossò ha sede la divisione industriale dedicata a calzature ed accessori.
I capi in pelle sono prodotti su licenza da Leather Company, che lavora in esclusiva per CoSTUME NATIONAL.
CoSTUME NATIONAL ha cinque negozi.
Nel 2008 CoSTUME NATIONAL lancia il suo online store rendendo disponibili sul web le collezioni e gli accessori CoSTUME NATIONAL e CoSTUME NATIONAL HOMME.
C'N'C CoSTUME NATIONAL è stata prodotta e distribuita su licenza da ITTIERRE, propone collezioni Ready To Wear ed accessori per uomo e donna.
PLUS IT.
Oggi la Rehard Distribuzione srl gestisce la produzione e la distribuzione di borse ed accessori.
Tutte le aziende di produzione sono basate in Italia, mentre la rete di distribuzione è globale.